# Aaper Wald
Der Aaper Wald ist ein zur Stadt Düsseldorf gehörendes Waldgebiet. Er gehört zum Düsseldorfer Stadtwald.

## Größe

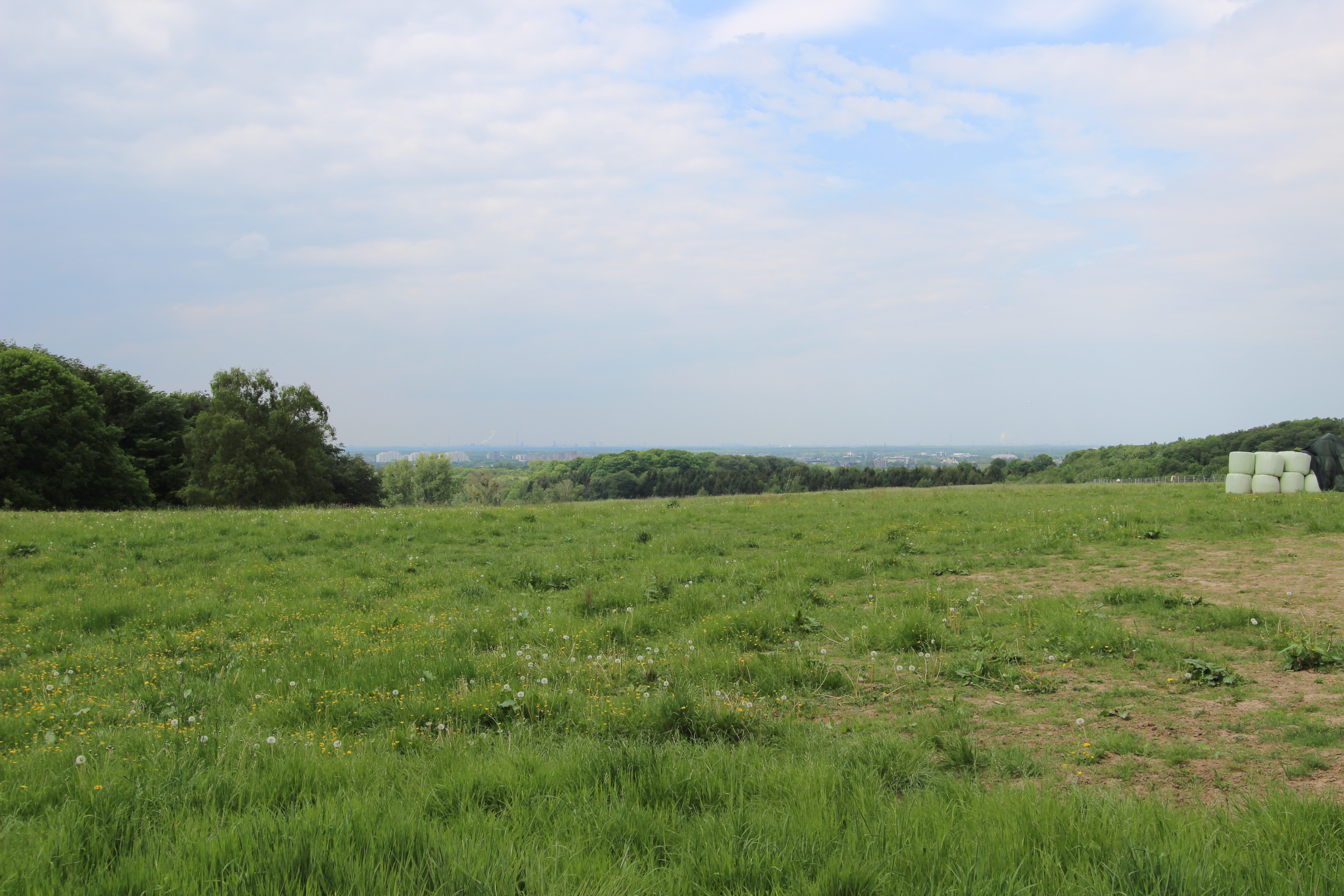
Hochebene Aaper Wald

Der Aaper Wald hat eine Größe von etwa 200 Hektar.

## Lage
Der Aaper Wald ist Teil des Düsseldorfer Stadtwaldes und liegt im Nordosten des Düsseldorfer Stadtgebiets. Er wird im Westen vom Düsseldorfer Stadtteil Rath, im Norden von der Stadtgrenze zwischen Düsseldorf und Ratingen, im Osten vom Stadtteil Knittkuhl und im Süden auf Höhe der Fahneburgstraße und Kastanienallee vom Grafenberger Wald, der Düsseldorfer Rennbahn und damit von Düsseldorf-Ludenberg eingegrenzt.

## Geschichte
Im Mittelalter war der Aaper Wald ein königlicher Bannforst und gehörte zu dem großen Waldgebiet, das zwischen der Ruhr und der Düssel lag. Als Bannforst mit der Ortsbeschreibung „zwischen Ruhr, Rhein, Düssel und dem Weg von Werden nach Köln“ wird dieser Wald 1065 in einer Urkunde erwähnt. Laut dieser Urkunde schenkte König Heinrich IV. den Bannwald neben anderen Bereichen Erzbischof Adalbert von Bremen. Mitte des 12. Jahrhunderts hatte das Stift Kaiserswerth Rechte im Aaper Wald. In einer Urkunde von 1140 stellte König Conrad III. den Stift unter Reichsschutz und bestätigte „im Besonderen“ das Recht zum „Abholzen im Aap-Forst“.
Urkundlich wird der Wald mit Namen „Aap“ auch in zwei weiteren Urkunden aus dem 13. Jahrhundert angeführt. In einer Urkunde von 1202 wird dem Stift Kaiserswerth durch den Erzbischof von Köln, Adolf von Altena, der Rottzehnt für den „Wald Ap“ erlassen. In einer weiteren Urkunde vom 29. April 1248 wird der Wald auch erwähnt. In dieser Urkunde verleiht der deutsche Gegenkönig Wilhelm von Holland dem Grafen Adolf von Berg Höfe in Mettmann und Rath. Für Rath wird als Lage „vor dem königlichen Bannforst Aap“ angeführt.

## Struktur des Waldes

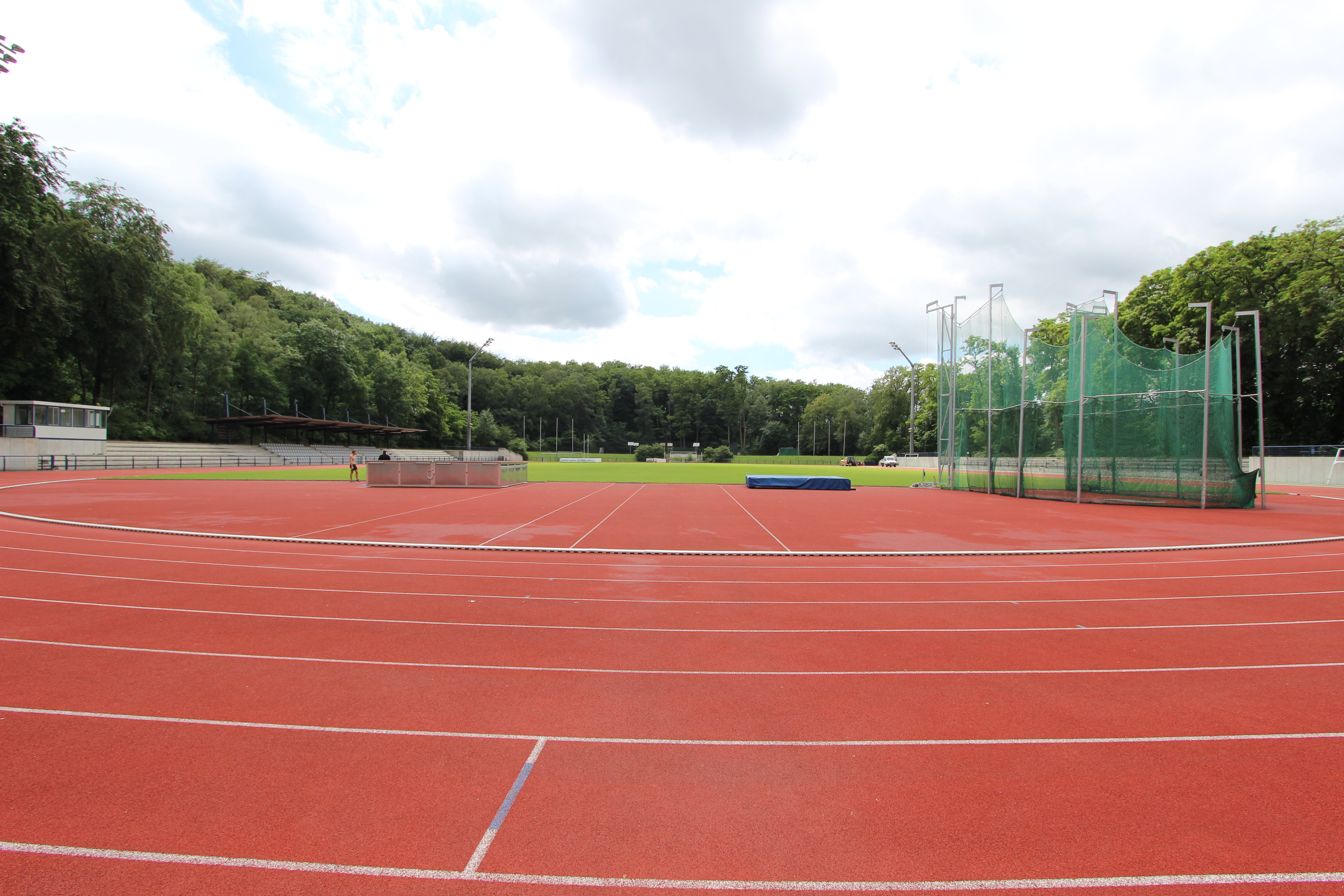
Waldstadion im Aaper Wald

Der Aaper Wald ist ein vielfältiger Laubmischwald. Vorherrschend sind Stieleichen und Rotbuchen. Ferner sind Ahorne, Robinien, Eschen und Birken zu finden.
Eine Attraktion sind die Frauensteine (Tertiärquarzite, durch Verkieselung zu festem Gestein verkittete Sande).

## Nutzung
Der Aaper Wald wird als Naherholungsgebiet von Wanderern, Radfahrern und Reitern genutzt. Die Reitwanderwege, die teilweise über fünf Meter breit sind, verbinden die Reitställe im Bereich Bauenhaus mit den Reitanlagen am östlichen Waldrand.

### Ausbau der Gas-Pipeline 2015
Die seit den 1930er-Jahren bestehende Fernleitung für Erdgas wurde zwischen November 2015 und Oktober 2016 erneuert. Für diesen Vorgang war die Abholzung von insgesamt 440 Bäumen notwendig, was zu Kritik in der Öffentlichkeit führte; das Vorhaben sei nicht ausreichend kommuniziert, die Bürger nicht in die Entwicklung eingebunden gewesen.